# Odontodynerus subcarinatus
Odontodynerus subcarinatus är en stekelart som först beskrevs av Giordani Soika.  Odontodynerus subcarinatus ingår i släktet Odontodynerus och familjen Eumenidae. Inga underarter finns listade i Catalogue of Life.